# Jamshlu
Jamshlu (in armeno Ջամշլու?, in curdo Camuşlû‎, in russo Джамушлу?, Malyye Dzhamushli, anche chiamato Dzhamushlu e Djamshlu) è un comune dell'Armenia di 227 abitanti (2001) della provincia di Aragatsotn.